# Epicrionops marmoratus
Epicrionops marmoratus es una especie de anfibios gimnofiones de la familia Rhinatrematidae.
Es endémica de Ecuador. Su hábitat natural incluye montanos secos tropicales o subtropicales, ríos y corrientes intermitentes de agua dulce.